# Staikos Vergetis

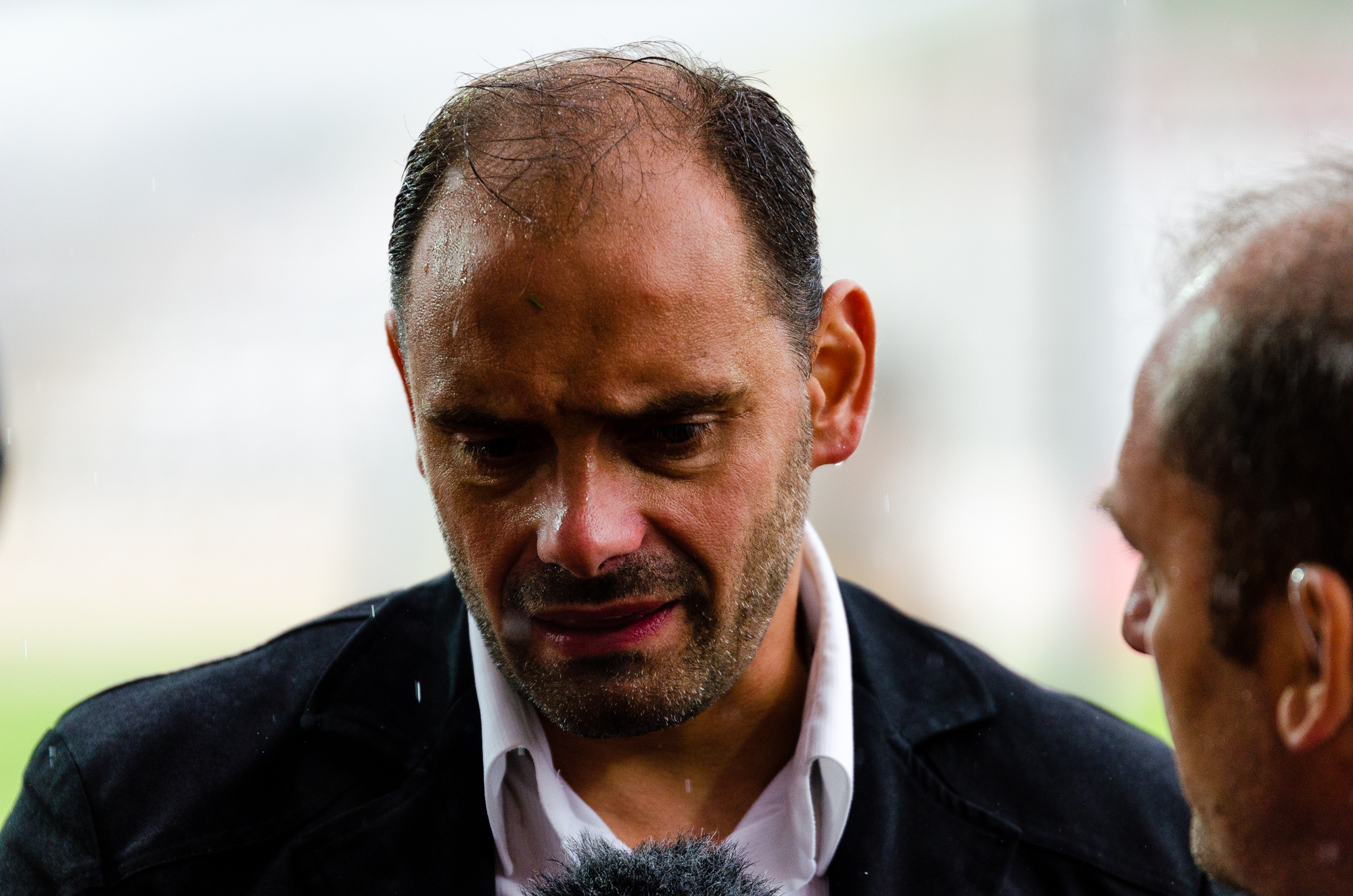
Staikos Vergetis (Juli 2014)

Staikos Vergetis (* 11. Juni 1976 in Tripoli) ist ein griechischer Fußballtrainer.

## Sportlicher Werdegang
Vergetis gehörte zum Trainerstab von Asteras Tripolis. Im November 2011 übernahm er kurzzeitig nach der Trennung von Horácio Gonçalves die Trainingsleitung, ehe mit Sakis Tsiolis ein Nachfolger gefunden wurde. Anschließend stand er diesem zur Seite, bis er nach einer 1:2-Heimnierlage gegen Panathinaikos Athen in der Super League Ende September 2013 zu dessen Nachfolger ernannt wurde. Zum Ende der Spielzeit 2013/14 erreichte er mit der Mannschaft die Play-off-Spiele um den Europapokal. Als Tabellenletzter musste der Klub in der 2. Qualifikationsrunde der UEFA Europa League 2014/15 antreten, mit Erfolgen über Rovaniemi PS, den 1. FSV Mainz 05 und Maccabi Tel Aviv per Auswärtstorregel erreichte er aber die Gruppenphase. Dort erwiesen sich jedoch Beşiktaş Istanbul und Tottenham Hotspur als zu stark. Unterdessen beendete er mit der Mannschaft in der Spielzeit 2014/15 den vierten Tabellenplatz und erreichte über die anschließenden Play-offs direkt die Gruppenphase der UEFA Europa League 2015/16, hinter dem FC Schalke 04 und Sparta Prag reichte es jedoch erneut nur zum dritten Platz. Nach einer Serie durchwachsener Spiele, in deren Folge die nach dem elften Spieltag noch hinter Olympiakos Piräus auf dem zweiten Platz liegende Mannschaft mit 27 Punkten Rückstand auf den fünften Tabellenplatz abgerutscht war, stellte ihn der Klub Ende Januar 2016 frei.
Ab September 2016 trainierte Vergetis den zyprischen Klub Nea Salamis Famagusta, verließ aber im März 2017 den Klub, um als Nachfolger des entlassenen Apostolos Charalampidis zu Asteras Tripolis zurückzukehren. Am Ende der Spielzeit 2016/17 erreichte er mit der Mannschaft den Klassenerhalt. Nach nur einem Punkt in den ersten drei Spieltagen der folgenden Spielzeit trennte sich der Klub von ihm erneut. Im Juli 2018 übernahm er Doxa Dramas in der zweitklassigen Football League, wo er nach 18 Spieltagen entlassen wurde. Es folgten Engagements zwischen November 2019 und Mai 2021 beim Zweitligisten Niki Volos FC sowie zwischen Juli 2021 und Mai 2022 beim OF Ierapetras.
Im August 2022 folgte Vergetis einem Angebot des indischen Klubs RoundGlass Punjab FC.